# 渡邊浦人
渡邊 浦人（わたなべ うらと、1909年3月2日 - 1994年10月18日）は、日本のクラシック音楽の作曲家。

## 経歴
- 京城（現在の韓国・ソウル）で教員の家庭に生まれ、生後2〜3ヶ月で本籍地の青森県に移り、2歳頃から東京で育つ[1]。クリスチャンの家に生まれ、少年のころから賛美歌などを通じて音楽に親しんだ。
- 東京府立第八中学校を卒業し、1924年に東京府立豊島師範学校（現在の東京学芸大学）に入学する。
- 1929年に卒業後、東京音楽学校選科でヴァイオリンを学び、翌1930年に教職に就く（1952年まで在職）。東京教育交響楽団（入団当時は師範学校教員オーケストラ）に入団、同団指揮者であった山本直忠に作曲と指揮法を師事する。その後、山本直忠の後任として、1937年から同団の指揮者を約18年間務め、また、名古屋芸術大学教授として後進の育成にも当たった。
- 1941年11月、日比谷公会堂で山田一雄により初演された交響組曲『野人』は、毎日音楽コンクール作曲部門第1位と文部大臣賞を受賞し、後に作曲家本人により吹奏楽曲にも編曲されたが、戦時中フィリピン宣撫工作の一環としてマニラで行なわれた演奏会でも、山田耕筰指揮で演奏されるなど、この時代としては異例なほどに演奏機会に恵まれた。そうしたことから、戦争協力者という烙印を押されないまでも、戦後は自然と活動機会が狭められ、商業音楽や教育に活動重点が移った。
- 教育者としては、とりわけ前述の山本直忠の子息山本直純に対して徹底した早期英才教育を施したことが特筆される。またカトリック系の南山大学における教育にも晩年は情熱を注いだ。
- 手掛けた映画やテレビの音楽の主な作品には、『まぼろし探偵』（テレビ）、『赤胴鈴之助』（映画）、『おそ松くん』（アニメ）など。
- 長男は作曲家の渡辺岳夫で、テレビアニメ『巨人の星』の主題歌などに携わっていた。岳夫は浦人が死去するより前に亡くなっている。

## 受賞歴
- 第10回日本音楽コンクール作曲部門第1位（1941年）
- 勲四等旭日小綬章（1981年）
- 芸能功労者表彰（1984年）

## 主な作品

### 管弦楽
- 児童のための舞踏組曲（1940年）
- 交響組曲「祈祷時刻」（1940年）
- 交響組曲「野人」（1941年）
- すめろぎの御旗の下に（1942年）
- グレゴリオ聖歌による管弦楽曲（1942年）
- 丈夫は名を立つべし（1942年、バスまたはアルト独唱と2管編成）
- 交響組曲「大和心」（1943年）
- 交響詩「闘魂」（1943年）
- 満洲祭（1944年）
- 交響詩「満洲の子供」（1944年）
- 組曲「琉球」（1944年）
- 交響詩「悠久の国」（1944年）
- 交響詩「日本太鼓」（1944年）
- 劒（1944年）
- 音楽童話「こぶとり」
- 交響詩「原体剣舞連」（1956年）
- 交響組曲「聖女」
- 日本民謡集
- 舞踏組曲「女心」
- ギターと管弦楽による三つの詩（1975年）
- シロフォン協奏曲「大和の幻想」
- 日本のまつり
- 組曲「津軽」
- 打楽器と交響楽のための3つの楽章（1982年）
- 独唱、児童合唱、管弦楽のための交響組曲「尾瀬」（作詩：大倉芳朗）（1989年）

### 室内楽
- 三つのバガテル
- 土俗的な二つの楽章
- 二つの舞踏
- 八重奏曲

### オペラ
- 大伴家持

### 吹奏楽
- 交響組曲「野人」（吹奏楽編曲）
- 交響詩「日本太鼓」（吹奏楽編曲）
- 社頭の曉
- 暁の日本太鼓
- 必勝祈願太鼓

### マンドリンオーケストラ
- 交響組曲「杜子春」

### ギターオーケストラ
- 今宵銀河と森との祭り
- 夕日と子供たち
- 青い空と南の島
- 森と湖の祭り
- ねぶた祭り
- かぐら
- 大和の幻想
- 深山の祈り
- 飛鳥
- 舞踊組曲「踊る人形たち」
- 組曲「三つのわらべ歌」
- ギター合奏のための三つの詩
- 三つの民謡による交響組曲
- 多摩川のうた

### 歌曲
- 有明（1951年）
- 鳥百態（1951年）

### 映画音楽
- 母千鳥（佐伯幸三監督）
- 白雪先生と子供たち（吉村廉監督）
- 悲歌（山本嘉次郎監督）
- 阿波狸屋敷（佐伯幸三監督）
- 新己が罪（毛利正樹監督）
- 赤胴鈴之助（加戸敏監督）
- 人間の骨（木之下晃明監督）
- わんわん忠臣蔵（白川大作監督）
- 坊っちゃん（丸山誠治監督）

### テレビ音楽
- おそ松くん[2]（毎日放送）
- 判決（日本教育テレビ）

### 校歌
- 勝浦市立清海小学校　　サトウハチロー作詞
- 練馬区立春日小学校
- 練馬区立田柄第二小学校
- 埼玉県立桶川高等学校
- 世田谷区立代沢小学校
- 中野区立北中野中学校　　土岐善麿作詞
- 板橋区立板橋第七小学校
- 北区立西浮間小学校
- 北区立滝野川第四小学校
- 小平市立小平第五小学校
- 東村山市立大岱小学校　サトウハチロー作詞
- 青梅市立第三小学校　サトウハチロー作詞
- 青梅市立第四小学校
- 川崎市立南百合丘小学校　サトウハチロー作詞
- 調布市立染地小学校
- 富士市立岳陽中学校
- 台東区立松葉小学校
- 足立区立西新井第二小学校　サトウハチロー作詞
- 足立区立島根小学校　サトウハチロー作詞
- 足立区立第二中学校
- 足立区立竹の塚中学校
- 江東区立深川第六中学校
- 東京都立拝島高等学校
- 東京都立五日市高等学校
- 北海道留辺蘂高等学校
- 横浜市立深谷台小学校
- いわき市立高坂小学校　　草野心平作詞
- いわき市立豊間中学校　　草野心平作詞
- いわき市立赤井中学校　　草野心平作詞
- いわき市立磐崎中学校　　草野心平作詞
- いわき市立上遠野中学校　草野心平作詞
- 福島県立勿来高等学校　　草野心平作詞
- 練馬区立練馬東中学校　　草野心平作詞
- 岐阜県立岐山高等学校　土岐善麿作詞
- 岐阜県立各務原高等学校
- 渋谷区中幡小学校　　百田宗治作詞
- 藤枝市立高洲中学校　　桑高房治作詞
- 菊川市立堀之内小学校 　後藤一日作詞、桑高房治編詞
- 練馬区立谷原小学校　　サトウハチロー作詞
- 独立行政法人国立高等専門学校機構沼津工業高等専門学校　　市川良輔作詞
- 練馬区立開進第二中学校
- 板橋区立中根橋小学校　　サトウハチロー作詞
- 浦安市立浦安小学校 サトウハチロー作詞
- 流通経済大学
- 静岡県立浜松東高等学校　土岐善麿作詞

### 社歌
- 日本通運株式会社社歌　　土岐善麿作詞
- 村内家具店（現在の村内ファニチャーアクセス）の歌　サトウハチロー作詞

### その他
- 台東区の歌　土岐善麿作詞
- みどりの広場（日本海洋少年団連盟歌）